# Cú nhỏ châu Phi
Otus senegalensis là một loài chim trong họ Strigidae.